# Monacos Grand Prix 2023
Monacos Grand Prix 2023, officiellt Formula 1 Grand Prix de Monaco 2023, var ett Formel 1-lopp som kördes den 28 maj 2023 på Circuit de Monaco i Furstendömet Monaco. Loppet var det sjunde loppet ingående i Formel 1-säsongen 2023 och kördes över 78 varv.

## Bakgrund

### Ställning i mästerskapet före loppet
| Pos. | Förare            | Poäng |
| ---- | ----------------- | ----- |
| 1 ▬  | Max Verstappen    | 119   |
| 2 ▬  | Sergio Pérez      | 105   |
| 3 ▬  | Fernando Alonso   | 75    |
| 4 ▬  | Lewis Hamilton    | 56    |
| 5 ▬  | Carlos Sainz, Jr. | 44    |

| Pos. | Konstruktör                  | Poäng |
| ---- | ---------------------------- | ----- |
| 1 ▬  | Red Bull                     | 224   |
| 2 ▬  | Aston Martin Aramco-Mercedes | 102   |
| 3 ▬  | Mercedes                     | 96    |
| 4 ▬  | Ferrari                      | 78    |
| 5 ▬  | McLaren-Mercedes             | 14    |

- Notering: Endast de fem bästa placeringarna i vardera mästerskap finns med på listorna.

### Deltagare
Förarna och teamen var desamma som säsongens anmälningslista utan ytterligare förare för tävlingen. 

### Däckval
Däckleverantören Pirelli tog med sig däckblandningarna C3, C4 och C5 (betecknade hårda, medium respektive mjuka) för stallen att använda under tävlingshelgen.

## Träningspassen
Tre träningspass ägde rum, alla under en timmes tid. För andra gången, trots Monacotraditionen, hölls de två första passen inte på torsdagen utan på fredagen, likt de andra Grand Prix-helgerna under säsongen.

## Kvalet
Kvalet kördes klockan 16:00 lokal tid (UTC+02:00) lördagen den 27 maj 2023.
| Pos.                    | Nr. | Förare           | Konstruktör                  | Kvaltider | Kvaltider | Kvaltider | Start- grid |
| Pos.                    | Nr. | Förare           | Konstruktör                  | Q1        | Q2        | Q3        | Start- grid |
| ----------------------- | --- | ---------------- | ---------------------------- | --------- | --------- | --------- | ----------- |
| 1                       | 1   | Max Verstappen   | Red Bull Racing-Honda RBPT   | 1:12.386  | 1:11.908  | 1:11.365  | 1           |
| 2                       | 14  | Fernando Alonso  | Aston Martin Aramco-Mercedes | 1:12.886  | 1:12.107  | 1:11.449  | 2           |
| 3                       | 16  | Charles Leclerc  | Ferrari                      | 1:12.912  | 1:12.103  | 1:11.471  | 61          |
| 4                       | 31  | Esteban Ocon     | Alpine-Renault               | 1:12.967  | 1:12.248  | 1:11.553  | 3           |
| 5                       | 55  | Carlos Sainz Jr. | Ferrari                      | 1:12.717  | 1:12.210  | 1:11.630  | 4           |
| 6                       | 44  | Lewis Hamilton   | Mercedes                     | 1:12.872  | 1:12.156  | 1:11.725  | 5           |
| 7                       | 10  | Pierre Gasly     | Alpine-Renault               | 1:13.033  | 1:12.169  | 1:11.933  | 7           |
| 8                       | 63  | George Russell   | Mercedes                     | 1:12.769  | 1:12.151  | 1:11.964  | 8           |
| 9                       | 22  | Yuki Tsunoda     | AlphaTauri-Honda RBPT        | 1:12.642  | 1:12.249  | 1:12.082  | 9           |
| 10                      | 4   | Lando Norris     | McLaren-Mercedes             | 1:12.877  | 1:12.377  | 1:12.254  | 10          |
| 11                      | 81  | Oscar Piastri    | McLaren-Mercedes             | 1:13.006  | 1:12.395  | N/A       | 11          |
| 12                      | 21  | Nyck de Vries    | AlphaTauri-Honda RBPT        | 1:13.054  | 1:12.428  | N/A       | 12          |
| 13                      | 23  | Alexander Albon  | Williams-Mercedes            | 1:12.706  | 1:12.527  | N/A       | 13          |
| 14                      | 18  | Lance Stroll     | Aston Martin Aramco-Mercedes | 1:12.722  | 1:12.623  | N/A       | 14          |
| 15                      | 77  | Valtteri Bottas  | Alfa Romeo-Ferrari           | 1:13.038  | 1:12.625  | N/A       | 15          |
| 16                      | 2   | Logan Sargeant   | Williams-Mercedes            | 1:13.113  | N/A       | N/A       | 16          |
| 17                      | 20  | Kevin Magnussen  | Haas-Ferrari                 | 1:13.270  | N/A       | N/A       | 17          |
| 18                      | 27  | Nico Hülkenberg  | Haas-Ferrari                 | 1:13.279  | N/A       | N/A       | 18          |
| 19                      | 24  | Zhou Guanyu      | Alfa Romeo-Ferrari           | 1:13.523  | N/A       | N/A       | 19          |
| 20                      | 11  | Sergio Pérez     | Red Bull Racing-Honda RBPT   | 1:13.850  | N/A       | N/A       | 20          |
| 107 %-gränsen: 1:17.453 |     |                  |                              |           |           |           |             |
| Källor:                 |     |                  |                              |           |           |           |             |

Noter
- ^1  – Charles Leclerc bestraffades med tre positioners nedflyttning för att ha varit i vägen för Lando Norris i Q3.[5]

## Loppet
| Pos.                                                           | No. | Förare           | Konstruktör                | Varv | Tid/Bröt    | Grid | Poäng |
| -------------------------------------------------------------- | --- | ---------------- | -------------------------- | ---- | ----------- | ---- | ----- |
| 1                                                              | 1   | Max Verstappen   | Red Bull Racing-Honda RBPT | 78   | 1:48:51.980 | 1    | 25    |
| 2                                                              | 14  | Fernando Alonso  | Aston Martin-Mercedes      | 78   | +27.921     | 2    | 18    |
| 3                                                              | 31  | Esteban Ocon     | Alpine-Renualt             | 78   | +36.990     | 3    | 15    |
| 4                                                              | 44  | Lewis Hamilton   | Mercedes                   | 78   | +39.062     | 5    | 131   |
| 5                                                              | 63  | George Russell   | Mercedes                   | 78   | +56.2842    | 8    | 10    |
| 6                                                              | 16  | Charles Leclerc  | Ferrari                    | 78   | +1:01.890   | 6    | 8     |
| 7                                                              | 10  | Pierre Gasly     | Alpine-Renualt             | 78   | +1:02.362   | 7    | 6     |
| 8                                                              | 55  | Carlos Sainz Jr. | Ferrari                    | 78   | +1:03.391   | 4    | 4     |
| 9                                                              | 4   | Lando Norris     | McLaren-Mercedes           | 77   | +1 varv     | 10   | 2     |
| 10                                                             | 81  | Oscar Piastri    | McLaren-Mercedes           | 77   | +1 varv     | 11   | 1     |
| 11                                                             | 77  | Valtteri Bottas  | Alfa Romeo-Ferrari         | 77   | +1 varv     | 15   |       |
| 12                                                             | 21  | Nyck de Vries    | AlphaTauri-Honda RBPT      | 77   | +1 varv     | 12   |       |
| 13                                                             | 24  | Zhou Guanyu      | Alfa Romeo-Ferrari         | 77   | +1 varv     | 19   |       |
| 14                                                             | 23  | Alexander Albon  | Williams-Mercedes          | 77   | +1 varv     | 13   |       |
| 15                                                             | 22  | Yuki Tsunoda     | AlphaTauri-Honda RBPT      | 76   | +2 varv     | 9    |       |
| 16                                                             | 11  | Sergio Pérez     | Red Bull Racing-Honda RBPT | 76   | +2 varv     | 20   |       |
| 17                                                             | 27  | Nico Hülkenberg  | Haas-Ferrari               | 76   | +2 varv3    | 18   |       |
| 18                                                             | 2   | Logan Sargeant   | Williams-Mercedes          | 76   | +2 varv4    | 16   |       |
| 195                                                            | 20  | Kevin Magnussen  | Haas-Ferrari               | 70   | Olycksskada | 17   |       |
| DNF                                                            | 18  | Lance Stroll     | Aston Martin-Mercedes      | 53   | Olycksskada | 14   |       |
| Snabbaste varv: Lewis Hamilton (Mercedes) – 1:15.650 (varv 33) |     |                  |                            |      |             |      |       |
| Källor:                                                        |     |                  |                            |      |             |      |       |

Noter
- ^1  – Inkluderar en poäng för snabbaste varv.[7]
- ^2  – George Russell fick fem sekunders tidstillägg för att ha återanslutit till banan på ett osäkert sätt. Bestraffningen ändrade inte hans slutposition.[6]
- ^3  – Nico Hülkenberg kom i mål som 16:e bil, men fick tio sekunders tidstillägg för att inte ha tagit en bestraffning under ett depåstopp.[6]
- ^4  – Logan Sargeant fick fem sekunders tidstillägg för att ha kört för fort i bandepån. Bestraffningen ändrade inte hans slutposition.[6]
- ^5  – Kevin Magnussen körde inte färdigt loppet men blev ändå klassificerad eftersom han körde färdigt mer än 90% av racedistansen .[6]

## Ställning i mästerskapet efter loppet
| Pos.  | Förare          | Poäng |
| ----- | --------------- | ----- |
| 1 ▬   | Max Verstappen  | 144   |
| 2 ▬   | Sergio Pérez    | 105   |
| 3 ▬   | Fernando Alonso | 93    |
| 4 ▬   | Lewis Hamilton  | 69    |
| 5 ▲ 1 | George Russell  | 50    |

| Pos. | Konstruktör                  | Poäng |
| ---- | ---------------------------- | ----- |
| 1 ▬  | Red Bull                     | 249   |
| 2 ▬  | Aston Martin Aramco-Mercedes | 120   |
| 3 ▬  | Mercedes                     | 119   |
| 4 ▬  | Ferrari                      | 90    |
| 5 ▬  | Alpine-Renault               | 35    |

- Notering: Endast de fem bästa placeringarna i vardera mästerskap finns med på listorna.